# Starooleksiivka, Veselînove
Starooleksiivka (în ucraineană Староолексіївка) este un sat în comuna Stavkî din raionul Veselînove, regiunea Mîkolaiiv, Ucraina.

## Demografie
Componența lingvistică a localității Starooleksiivka
     Ucraineană (97,11%)
     Rusă (2%)
     Alte limbi (0,89%)
Conform recensământului din 2001, majoritatea populației localității Starooleksiivka era vorbitoare de ucraineană (97,11%), existând în minoritate și vorbitori de rusă (2%).